# Metulov Vrh
Il monte Metulov Vrh con 815 m s.l.m. è una cima della catena montuosa delle Caravanche Orientali. È situato nel comune di Mislinja in Slovenia, nella regione della Carinzia in Slovenia.